# Otto Wustlich

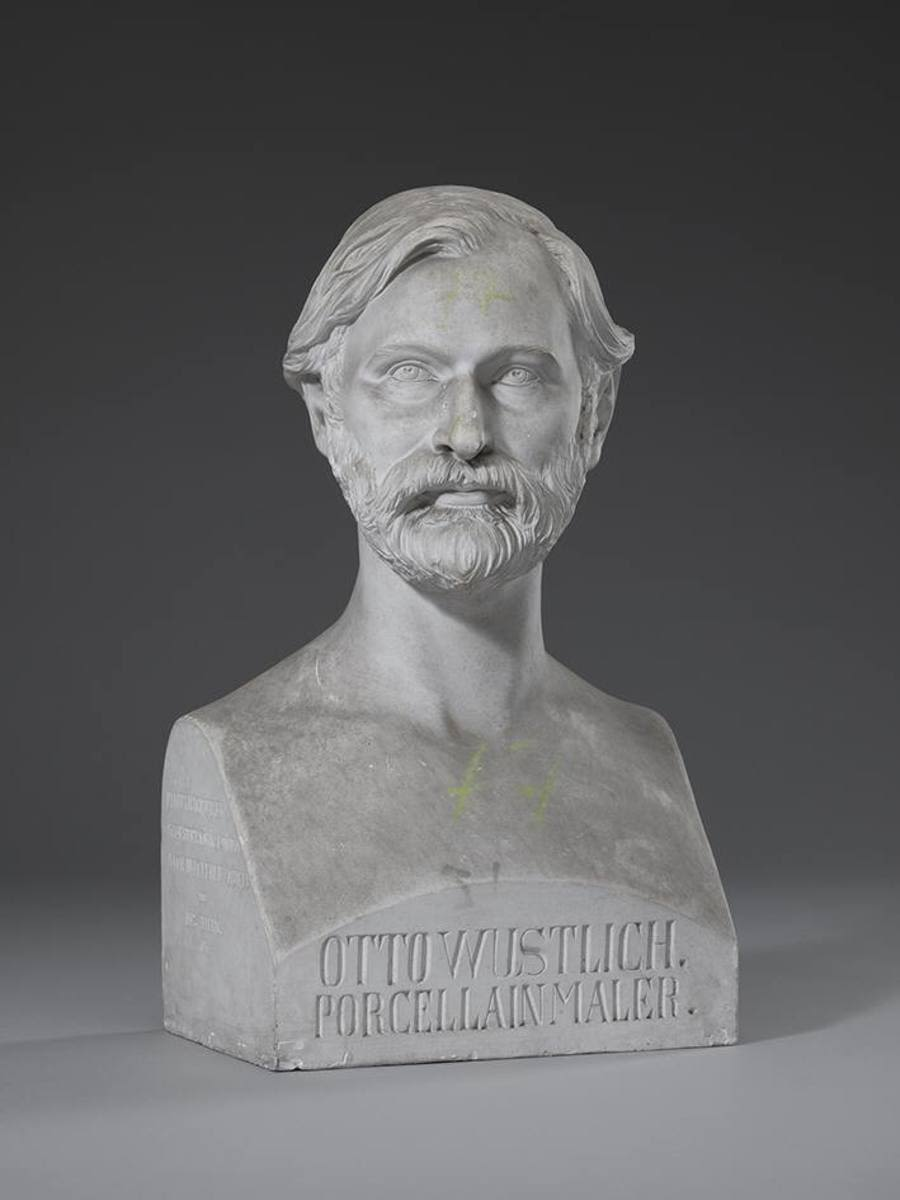
Otto Wustlich, Büste von Johann Halbig (1855)

Otto Wustlich (* 23. März 1819 in Pfaffendorf, Unterfranken; † 10. April 1886 in Schönberg bei Passau) war ein deutscher Porzellan-, Landschafts- und Porträtmaler.

## Leben
Wustlich erhielt ab 1836 eine Ausbildung im 1833 in Bamberg gegründeten Porzellan- und Malinstitut von Carl Schmidt. 1840 übersiedelte er nach München, wo er durch Ludwig I. gefördert wurde, dem er ein Service malte und berühmte Gemälde der Pinakothek auf Porzellan kopierte. Für Ludwig II. übertrug er Motive von Leopold Rottmann, die den Neuschwanstein-Stil vorwegnahmen, auf Porzellanschalen, die dem Komponisten Richard Wagner zu dessen Geburtstagen in den Jahren 1865 und 1867 überreicht werden sollten.
Auf der Great Exhibition 1851 in London wurde er mit einer Ausstellungsmedaille geehrt. 1854 wurde er Staatspensionär bei der Königlichen Akademie der Bildenden Künste München. Neben der Porzellanmalerei schuf er auch Bildnisse, darunter ein Porträt des Generals Karl von Hailbronner, außerdem Landschaften, die er noch 1870 im Kunstverein München ausstellte. Im Alter zog er sich in den Bayerischen Wald zurück, wo er im Alter von 67 Jahren verstarb.
Der Bildhauer Johann von Halbig schuf 1855 eine Büste von Wustlich, die sich im Bestand der Bayerischen Staatsgemäldesammlungen befindet.